# Spaller Bach
Der Spaller Bach (auch Spallerbach) ist ein Fließgewässer im Hunsrück in Rheinland-Pfalz.

## Verlauf
Der Bach entspringt im Staatsforst Entenpfuhl, einem zwischen Spall und Allenfeld gelegenen Teil des Soonwaldes, und fließt von dort aus nordwärts nach Spall. Beim Erreichen des Ortes fließt von links ein namenloser Bach zu, und der Spallerbach wendet sich nach Nordosten. Östlich des Ortes mündet er in den Bach vom Eichhof, der nördlich von Spall den von Münchwald kommenden Münchwalder Bach aufgenommen hat und kurz nach der Einmündung des Spallerbachs in den Gräfenbach mündet.